# Муса Ћазим Ћатић
Муса Ћазим Ћатић (Оџак, 4. март 1878 — Тешањ, 6. април 1915) био је српски и хрватски пјесник и преводилац муслиманског поријекла.

## Биографија
У родном мјесту похађао је мектеб и основну школу. Послије очеве смрти мајка му се преудала у Тешањ, гдје Ћазим учи бријачки занат код очуха и похађа тешањску медресу. Био је даровит ученик и већ у медреси добро научио арапски, турски и персијски језик. Кад је требало да буде регрутован (1898), бјежи у Турску. Ту, у лицеју Султанија, упознаје Османа Ђикића и Авда Карабеговића, али га материјалне неприлике гоне да се врати у Тешањ. Узет је у војску и три године служио у Тузли и Будимпешти.
Године 1902, на наговор муфтије Месуда Смаилбеговића, поновно отишао у Цариград и неко вријеме слушао предавања у Мектеби Numunci Terreke, али - незадовољан начином обуке полаже диференцијални испит из општеобразовних предмета и завршио четврти разред гимназије. Уз помоћ Адем-аге Мешића похађао је у Сарајеву шеријатску судачку школу, али га при крају школовања избацују из школе, завршни пети разред полагао је приватно, а дипломски испит тек по посебној дозволи Земаљске владе, уз писмену обавезу да се неће користити дипломом коју му дају.
Годину 1909. и 1910. провео је у Загребу као студент права. Ни један испит није положио. Ту се кретао у Матошевом пјесничком кругу и пекао занат: књижевни и боемски. Ипак, прилике су га натјерале да се врати у Тешањ гдје се запослио у банци, одакле је брзо отпуштен због неуредног живота. Ни у Бијељини, гдје је обављао писарске послове у катастру, није дуго остао. Поновно је отишао у Загреб на студије и поново је, силом прилика, морао да се врати у Тешањ. Године 1912. ради у тешањској банци, када чак помишља и на самоубиство, али такође ствара и своје најбоље пјесме. Мухамед Бекир Калајџић га је 1912. одвео у Мостар, где му је повјерио уредништво листа Бисер и подстицао га да преводи за Муслиманску библиотеку. Током годину и по дана превео је и написао 12 књига. 
Муса Ћазим Ћатић објављивао је и у листу Бехар, првом породичном муслиманском листу, покренутом 1900. године у Босни и Херцеговини. У вријеме када је одговорни уредник Бехара био Шемси-бег Салихбеговић (1908-1910) Муса Ћазим Ћатић био је заправо стварни уредник овог листа. У Бехару је објавио низ оригиналних и преведених прилога, пјесама, чланака, есеја и анегдота. Његове пјесме објављиване су и у Босанској вили.
По избијању Првог свјетског рата мобилисан је. Служи у Тузли и Еркену у Мађарској. Због пијанчења и туберкулозе отпуштен је из војске. Умире у Тешњу, априла 1915. године. (Према Абдурахману Наметку, 1968). 
Гимназија у Тешњу носи назив „Муса Ћазим Ћатић“. 
На његовом мезару (гробу) у Тешњу стоји исклесано:
| „ | Овдје лежи пјесник одличнога дара, који није тражио части ни шићара, већ боемски живио и чувенствено пјево, док га смрт не допрати до овог мезара. | ” |

## Дјела
- Пјесме од године 1900.-1908. (1914)
- Изворна поезија и Изворна и преведена проза (1962, као Сабрана дијела)